# Campeonato Sudamericano y Centroamericano de Balonmano Masculino de 2022
El Sur-Centro Adulto Masculino de 2022 fue la segunda edición del Campeonato Sudamericano y Centroamericano de Balonmano. Sirvió de clasificación para el Campeonato Mundial de Balonmano Masculino de 2023
Los dos primeros equipos de cada grupo avanzaron a semifinales y se quedaron con una de las cuatro plazas en juego para el Campeonato Mundial de Balonmano Masculino de 2023.

## Grupos
| Grupo A   | Grupo B    |
| --------- | ---------- |
| Argentina | Brasil     |
| Uruguay   | Chile      |
| Bolivia   | Paraguay   |
| Colombia  | Costa Rica |

## Primera Fase

### Grupo A
| Equipo    | J | G | E | P | GF  | GC  | DG  | PTS |
| --------- | - | - | - | - | --- | --- | --- | --- |
| Argentina | 2 | 2 | 0 | 0 | 113 | 26  | +87 | 4   |
| Uruguay   | 2 | 1 | 0 | 1 | 60  | 52  | +8  | 2   |
| Bolivia   | 2 | 0 | 0 | 2 | 17  | 112 | -95 | 0   |

- Resultados

| 25.01 | 17:00 | Argentina | - | Bolivia   | 70-8  | Federico Fernández |
| 26.01 | 16:00 | Bolivia   | - | Uruguay   | 9-42  | Herbert Rosales    |
| 27.01 | 18:00 | Uruguay   | - | Argentina | 18-43 | James Parker       |

### Grupo B
| Equipo     | J | G | E | P | GF  | GC  | DG  | PTS |
| ---------- | - | - | - | - | --- | --- | --- | --- |
| Brasil     | 3 | 3 | 0 | 0 | 126 | 54  | +72 | 6   |
| Chile      | 3 | 2 | 0 | 1 | 99  | 72  | +27 | 4   |
| Paraguay   | 3 | 1 | 0 | 2 | 75  | 113 | -38 | 2   |
| Costa Rica | 3 | 0 | 0 | 3 | 53  | 114 | -54 | 0   |

- Resultados

| 25.01 | 15:00 | Chile      | - | Costa Rica | 34-16 | Rodrigo Salinas   |
| 25.01 | 20:00 | Brasil     | - | Paraguay   | 46-19 | Rudolph Hackbarth |
| 26.01 | 16:00 | Paraguay   | - | Chile      | 25-43 | Erwin Feuchtmann  |
| 26.01 | 20:00 | Brasil     | - | Costa Rica | 49-13 | João Pedro Silva  |
| 27.01 | 16:00 | Costa Rica | - | Paraguay   | 24-31 | Jonathan Samudio  |
| 27.01 | 20:00 | Brasil     | - | Chile      | 31-22 | César Almeida     |

## Fase final
|  | Semifinales | Semifinales |    |       | Final        | Final       |  |
|  | 28 de enero | 28 de enero |    |       | 29 de enero  | 29 de enero |  |
|  |             |             |    |       |              |             |  |
|  |             |             |    |       |              |             |  |
|  | Argentina   | 36          |    |       |              |             |  |
|  | Chile       | 24          |    |       |              |             |  |
|  |             |             |    |       |              |             |  |
|  |             |             |    |       |              |             |  |
|  |             |             |    |       | Brasil       | 20          |  |
|  |             | Argentina   | 17 |       |              |             |  |
|  |             |             |    |       |              |             |  |
|  |             |             |    |       |              |             |  |
|  |             |             |    |       | Tercer lugar |             |  |
|  |             |             |    |       |              |             |  |
|  | Brasil      | 48          |    | Chile | 29           |             |  |
|  | Uruguay     | 20          |    |       | Uruguay      | 21          |  |

| Bandera de Brasil         |
| Campeón Brasil 1.º título |

### Semifinales
| 28.01 | 17:30 | Argentina | - | Chile   | 36-24 | Diego Simonet  |
| 28.01 | 20:00 | Brasil    | - | Uruguay | 48-20 | Leonardo Dutra |

### Tercer lugar
| Fecha | Hora  | Partido | Partido | Partido | Resultado | MVP             |
| ----- | ----- | ------- | ------- | ------- | --------- | --------------- |
| 29.01 | 17:30 | Chile   | -       | Uruguay | 29-21     | Rodrigo Salinas |

### Final
| Fecha | Hora  | Partido | Partido | Partido   | Resultado | MVP            |
| ----- | ----- | ------- | ------- | --------- | --------- | -------------- |
| 29.01 | 20:00 | Brasil  | -       | Argentina | 20-17     | Rogério Moraes |

### Clasificación 5.º a 7.º
Esta clasificación se basa en que los dos peores equipo en fase de grupos juegan una semifinal para que el que gane juegue una final por el 5.º y 6.º puesto con el otro equipo no clasificado
Mientras que él que perdió en la semifinal se le otorga el 7.º puesto
|  | Semifinales 5.º al 7.º | Semifinales 5.º al 7.º |    |         | 5.º          | 5.º          |  |
|  | 28 de agosto           | 28 de agosto           |    |         | 29 de agosto | 29 de agosto |  |
|  |                        |                        |    |         |              |              |  |
|  |                        |                        |    |         |              |              |  |
|  | Bolivia                | 16                     |    |         |              |              |  |
|  | Costa Rica             | 39                     |    |         |              |              |  |
|  |                        |                        |    |         |              |              |  |
|  |                        |                        |    |         |              |              |  |
|  |                        |                        |    |         | Paraguay     | 26           |  |
|  |                        | Costa Rica             | 21 |         |              |              |  |
|  |                        |                        |    |         |              |              |  |
|  |                        |                        |    |         |              |              |  |
|  |                        |                        |    |         | 7.º          |              |  |
|  |                        |                        |    |         |              |              |  |
|  | Paraguay               |                        |    | Bolivia |              |              |  |
|  |                        |                        |    |         |              |              |  |

### Semifinal
| 28.01 | 15:00 | Bolivia | - | Costa Rica | 16-39 | David Molina |

### Partido por el 5.º y 6.º
| 28.01 | 15:00 | Paraguay | - | Costa Rica | 26-21 | Adrián Rodriguez |

## Medallero
| Brasil | Argentina | Chile |
| Alan Santos de Lima César Almeida Rangel da Rosa Cléber Andrade Guilherme Torriani Arthur Pereira Guilherme Linhares De Souza Gustavo Rodrigues Haniel Langaro João da Silva Leonardo Dutra Pedro Souza Pacheco Raul Nantes Tarcisio Freitas Oliveira Thiago Ponciano Thiagus Petrus Fábio Chiuffa Rudolph Hackbarth Guilherme Borges Moraes Silva Matheus Francisco Da Silva Rogério Moraes | Leonel Carlos Maciel Juan Bar Federico Fernández Ignacio Pizarro Nicolás Bonanno Diego Simonet Guillermo Fischer Federico Pizarro Pablo Vainstein Lucas Aizen James Parker Santiago Cánepa Pedro Martínez Camí Santiago Baronetto Ramiro Martinez Lucas Moscariello Gastón Mouriño Gonzalo Carró Castro | Vicente González Diego Caro Olivares Felipe García Benjamín Callejas Sebastián Ceballos Danilo Salgado Erwin Feuchtmann Aaron Codina Víctor Donoso Emil Feuchtmann Arian Delgado Matias Paya Diego Pérez Rodrigo Salinas Sebastián Pavez Francisco Ahumada Nicolás Moraga Esteban Salinas Javier Frelijj Benjamin Illesca |
| Dani Gordo (seleccionador) | Guillermo Milano (seleccionador) | Mateo Garralda (seleccionador) |

## Estadísticas

### Clasificación general
| Posición | Equipo       |
| -------- | ------------ |
|          | Brasil CM    |
|          | Argentina CM |
|          | Chile CM     |
| 4        | Uruguay CM   |
| 5        | Paraguay     |
| 6        | Costa Rica   |
| 7        | Bolivia      |

### Máximos goleadores
| N.º | Nombre             | Selección  | Goles | Partidos jugados |
| --- | ------------------ | ---------- | ----- | ---------------- |
| 1   | Erwin Feuchtmann   | Chile      | 43    | 5                |
| 2   | Rudolph Hackbarth  | Brasil     | 36    | 5                |
| 3   | Fábio Chiuffa      | Brasil     | 29    | 5                |
| 4   | Federico Fernández | Argentina  | 26    | 4                |
| 4   | Ignacio Pizarro    | Argentina  | 26    | 4                |
| 6   | Guilherme Torriani | Brasil     | 21    | 5                |
| 7   | David Molina       | Costa Rica | 20    | 5                |
| 8   | Gustavo Rodrigues  | Brasil     | 19    | 5                |
| 9   | Esteban Salinas    | Chile      | 18    | 5                |
| 10  | Santiago Baronetto | Argentina  | 17    | 4                |

### Equipo ideal
- Mejor jugador del campeonato —MVP—: Thiagus Petrus ( Brasil).

| Posición          | Nombre                 | País      |
| ----------------- | ---------------------- | --------- |
| Portero           | Leo Maciel             | Argentina |
| Extremo derecho   | Rudolph Hackbarth      | Brasil    |
| Extremo izquierdo | Ignacio Pizarro        | Argentina |
| Pivote            | Rogério Moraes         | Brasil    |
| Central           | João da Silva          | Brasil    |
| Lateral derecho   | Rodrigo Salinas        | Chile     |
| Lateral izquierdo | James Parker Argentina |           |